# Beate Roessler
Beate Roessler (Heidelberg, 1958) is hoogleraar wijsbegeerte  aan de Universiteit van Amsterdam. Ze doet onderzoek naar het ethisch belang van privacy en naar de mogelijkheid om autonoom  het eigen leven vorm te geven.

## Biografie en academische loopbaan
Beate Roessler (1958), of eigenlijk Rössler, is geboren in de Duitse universiteitsstad Heidelberg. Ze volgde het gymnasium in Tübingen en studeerde filosofie, Duitse literatuur en protestantse theologie aan de universiteiten van Tübingen en Göttingen. Roessler behaalde haar doctorstitel aan de Vrije Universiteit Berlijn. Na een postdoc aan de Universiteit Bremen en een aantal docentschappen in Duitsland kwam ze in 1997 naar de Universiteit van Amsterdam. Van 2004 tot 2010 bekleedde ze Socrates-leerstoel bij de Universiteit Leiden. In 2009 werd Roessler benoemd tot hoogleraar Wijsbegeerte, in het bijzonder ethiek en haar geschiedenis, aan de Faculteit der Geesteswetenschappen van de Universiteit van Amsterdam. Ze zit in de stuurgroep van het Amsterdam Platform for Privacy Research (APPR).

## Autonomie
Het idee van het autonome individu kwam in de 18e eeuw naar voren. Immanuel Kant verbond de ethiek met het begrip autonomie. Hij betoogde dat de morele weten niet door God zijn gegeven, maar dat de mens zelf het verschil tussen goed en kwaad weet, de zogeheten categorische imperatief.
Beate Roessler stelt dat iemand is autonoom wanneer hij zich bewust afvraagt, hoe hij wil leven. Ook bij de routines van alledag hoort de voortdurende afweging, of je wel eigen leven leidt. Dat kun je alleen doen als je handelt op basis van je eigen wensen, overtuigingen en waarden. En dus niet op basis van de meningen van je geliefde, ouders of werkgever. Dat is belangrijk, omdat we ons vooral verantwoordelijk voelen voor onze handelingen, en daarmee voor ons leven, als we die zelf bepalen.

Roessler zegt dat het geen zin heeft om in absolute termen over autonomie na te denken. Autonoom zijn als individu is onmogelijk, want je hebt je altijd te verhouden tot andere mensen. Vrienden, familie en collega’s op het werk bepalen de ruimte die je kunt innemen net zozeer als armoede en discriminatie. Ze geeft het voorbeeld van een vrouw, die er voor kiest om in een boerka gekleed te gaan. Deze keuze kan wel degelijk uit vrije wil en (geloofs) overtuiging zijn.

De consumptiemaatschappij leidt tot verborgen dwang , betoogt Roessler , en staat een onafhankelijk leven in de weg. Het voortdurend blootgesteld worden aan reclame maakt het haast onmogelijk om aan deze verborgen verleiders te ontsnappen.
Je ontkomt er niet aan om keuzes te maken. Dat begint al bij heel kleine dingen: een kledingwinkel waar je tussen twee T-shirts moet kiezen. Of als je kind ziek is en niet naar de crèche kan, maar jij naar je werk moet. Hetzelfde geldt voor grotere keuzes: de plek waar je werkt, de partner voor wie je kiest, de levensstijl die je hebt. We hechten enkel waarde aan een leven waar we zelf achter staan. En dat kan alleen als we beslissingen nemen op onze eigen manier.

Denken over autonomie is niet alleen weggelegd voor de kleine groep mensen die daarvoor de tijd en de middelen hebben (de elite). Iedereen kan over het leven nadenken door films te zien, boeken te lezen en met anderen te praten.
Mensen hebben vaak het gevoel dat allerlei verplichtingen in relaties – zowel werk als privé – hun geen vrijheid meer toestaan. Het is de spanning tussen hoe we graag willen leven en de wirwar van het bestaan waar we in vast lijken te zitten. Een ervaring van onvrijheid kan leiden tot een mogelijke vrijheid.

## De waarde van privacy
Volgens Roessler is privacy niet alleen maar een individueel recht maar heeft het ook een democratische en een sociale waarde. Het is noodzakelijk dat we verschillende rollen in ons leven kunnen spelen om zo verschillende onderdelen van onze identiteit te kunnen uiten. Deze identiteit kan volgens haar alleen vormgegeven worden als we een zekere mate van controle hebben over wie er wat van ons weet. Met echte vrienden deel je lief en leed en geeft om elkaar en er is een sfeer van groot vertrouwen. Uit onderzoek blijkt dat, ongeacht de cultuur, mensen maar tussen de drie en vijf echt goed, offline, vrienden hebben.
In de online wereld ligt het anders. In de sociale media loopt de privacy gevaar, wanneer je over jezelf schrijft, over anderen en anderen over jou. Roessler is van mening dat jonge mensen, in tegenstelling tot het bestaande vooroordeel, zich wel degelijk bewust zijn van hun privéleven. Ze vinden het belangrijk hoe ze zich naar de buitenwereld presenteren en hebben een hekel aan kwaadaardige roddels.  Alleen ze hanteren andere ideeën over wat privé en publiek is.
De mogelijkheid om rond te hangen op de sociale media en vriendschap te ervaren is een belangrijk gegeven voor de jeugd.  Relaties op te bouwen en en te onderhouden met leeftijdsgenoten vormt de kracht  van de sociale media. Alleen realiseren de jongeren zich vaak niet, wat de gevolgen zijn van hun online gedrag, aldus Roessler.

Ze maakt zich zorgen over steeds verder gaande controlestaat en zegt dat de overheid haar burgers niet altijd serieus neemt als democratische subjecten. Daarnaast is ze ontevreden over de manier waarop bedrijven als Google en Facebook persoonlijke gegevens gebruiken om er geld mee te verdienen. Roessler is van mening dat daarmee het onderscheid tussen persoonlijke of sociale relaties en marktrelaties vervalt, terwijl de markt in deze context geen rol hoort te spelen. Daarnaast is er volgens haar een gebrek aan transparantie over deze praktijk.
Haar kritiek op Facebook is dat deze website geen mogelijkheid geeft om jezelf te presenteren in al die verschillende vormen die normale vriendschap nu eenmaal heeft.
Mark Zuckerberg claimt dat FB als doel heeft om verbinding te leggen tussen mensen onderling. Maar de kwaliteit van de online relaties lijkt hem minder te boeien. Roessler concludeert dat er veel verloren kan gaan, wanneer een deel van de privacy verdwenen is en de maatschappij verandert in meer relaties en minder vrienden.

## Publicaties (selectie)
- Der Wert des Privaten, Frankfurt: Suhrkamp, 2001; English translation:  The Value of Privacy, Polity Press, 2005
- Privacy and Social Interaction, co-authored with Dorota Mokrosinska, in: Philosophy & Social Criticism October 2013 39: 771-791
- Kantian Autonomy and its social Preconditions: On Axel Honneth's Das Recht der Freiheit, in:  Krisis. Tijdschrift voor Aktuele Filosofie, 2013, issue 1
- Autonomy, Self-Knowledge, and Oppression, in: Oshana, M. (ed.), Personal Autonomy and Social Oppression, London: Routledge, 2014
- Social Dimensions of Privacy: Interdisciplinary Perspectives, edited with Dorota Mokrosinska, Cambridge: Cambridge University Press, 2015
- Are Private Data Tradable Goods, in: Social Dimensions of Privacy: Interdisciplinary Perspectives, edited with Dorota Mokrosinska, Cambridge: Cambridge University Press, 2015
- What is there to lose? Privacy in offline and online friendships Eurozine 2015
- Wie wir uns regieren. Soziale Dimensionen des Privaten in der Post-Snowden Ära, in: WestEnd. Neue Zeitschrift für Sozialforschung, Jg 13, Heft1, 2016. S. 103-119
- Privacy and/in the Public Sphere, in: Yearbook for Eastern and Western Philosophy, 2016,1, p 40-60, Berlin: De Gruyter, 2016
- Autonomie. Ein Versuch über das gelungene Leben, Berlin: Suhrkamp, 2017